# Ozyptila hardyi
Ozyptila hardyi är en spindelart som beskrevs av Willis J. Gertsch 1953. Ozyptila hardyi ingår i släktet Ozyptila och familjen krabbspindlar. Inga underarter finns listade i Catalogue of Life.